# Kalina kulovitá
Kalina kulovitá (Viburnum × carlcephalum) je opadavý keř, používaný jako okrasná dřevina. Byla vyšlechtěna v roce 1932 v Anglii.

## Popis
Kalina kulovitá je nepříliš hustě větvený opadavý keř kulovitého až polokulovitého tvaru, dorůstající výšky 1,5 až 2 metry. Vzhledem je podobná kalině Carlesiově. Letorosty jsou hvězdovitě chlupaté. Listy jsou vstřícné, 6 až 12 cm dlouhé, na líci matně zelené, na rubu sivozelené, oboustranně měkce chlupaté. Čepel listů je široce vejčitá, na okraji zubatá. Na podzim se listy zbarvují do červených odstínů. Květy jsou čistě bílé, pouze v poupěti slabě narůžovělé, s dlouze vyniklými tyčinkami a vonné. Květenství jsou kulovitá, 8 až 13 cm široká. Kvete v dubnu.
Tato kalina byla vyšlechtěna v roce 1932 v Anglii křížením kaliny Carlesiovy (V. carlesii) a kaliny čínské (V. macrocephalum). Od kaliny Carlesiovy se odlišuje především znatelně (až 2x) většími listy i květenstvími. Kalina Burkwoodova (V. × burkwoodii) má listy jen oddáleně zubaté až téměř celokrajné a je poloopadavá.

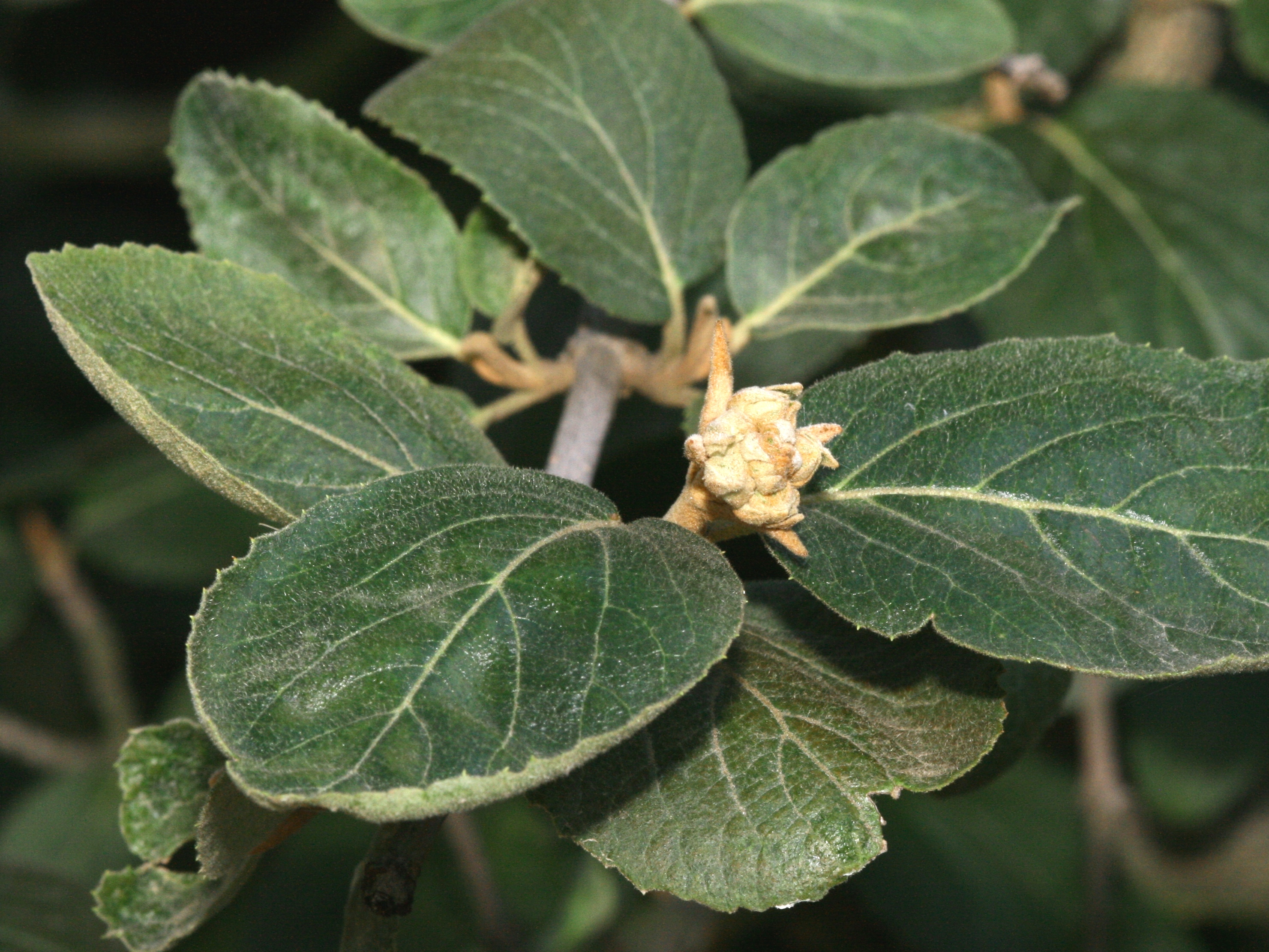
Kalina kulovitá
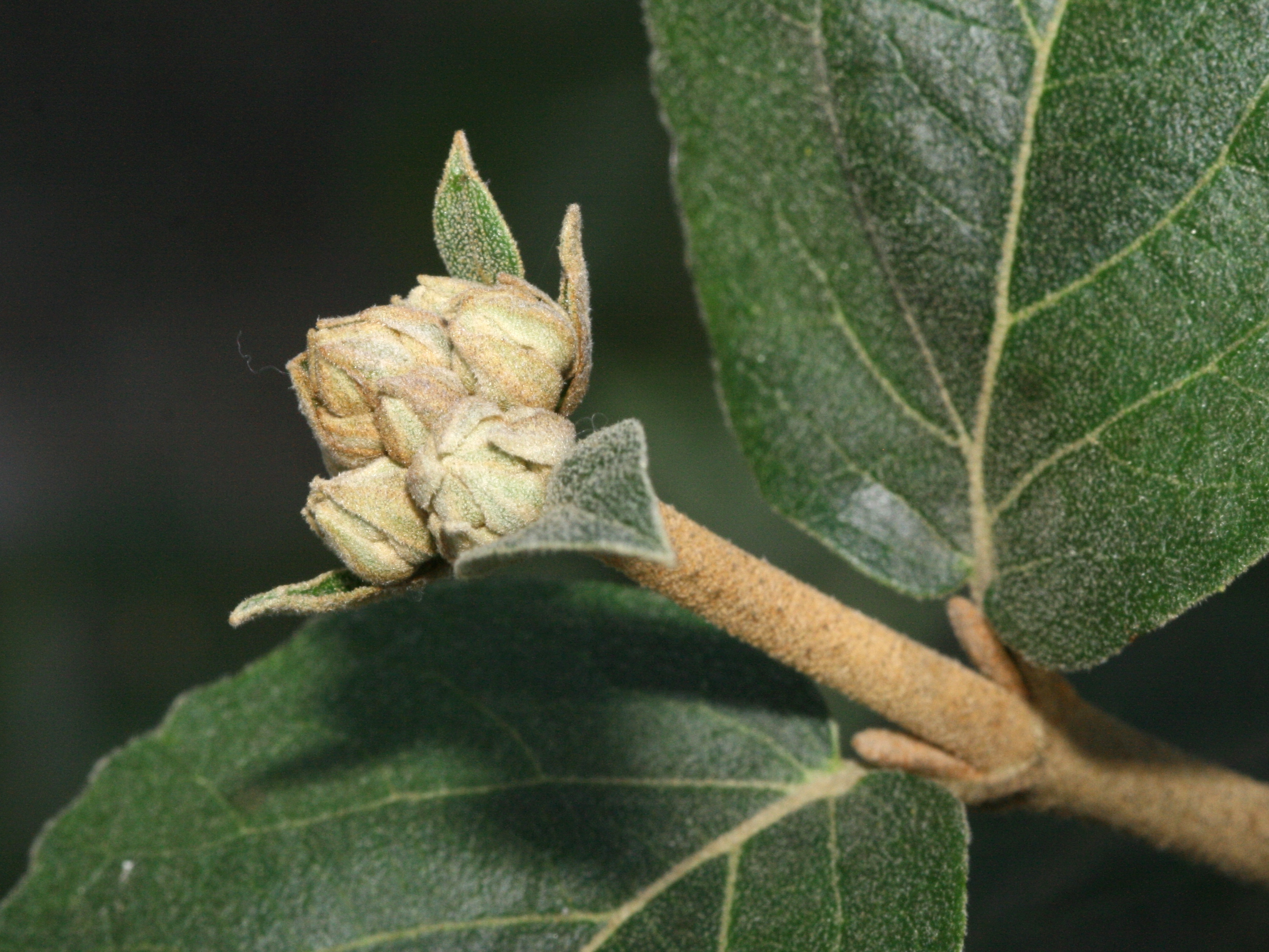
Detail větévky kaliny kulovité

## Význam
Kalina kulovitá je velmi ozdobná bělostnými kulovitými květenstvími poměrně velkých vonných květů a je používána jako okrasný keř. Kultivarů je nemnoho. Je uváděna např. ze sbírek Dendrologické zahrady v Průhonicích a z Arboreta Žampach, k vidění je také v Arboretu MU v Brně.

## Pěstování
Tato kalina vyžaduje hlinitopísčitou a nepřemokřenou půdu. Je vhodná i pro poněkud chladnější polohy. Množí se podobně jako jiné opadavé druhy kalin jarními zelenými řízky, odebíranými v květnu a červnu.